# Sistema Trieste
Con Sistema Trieste si intende l'insieme delle realtà scientifiche e tecnologiche di Trieste e provincia, la città europea con il più alto numero di ricercatori per cento abitanti, il 3,71% (2005), e con una delle maggiori concentrazioni di istituzioni scientifiche d'Italia.

## Storia

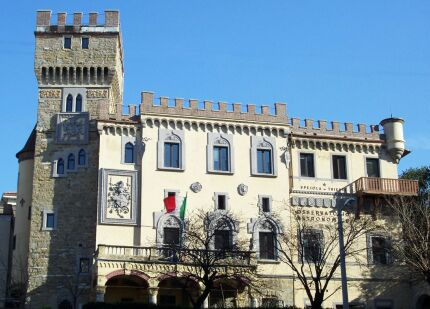
Osservatorio astronomico di Trieste

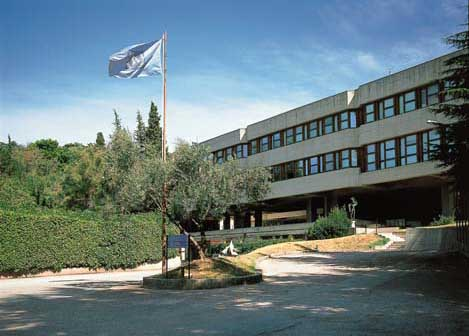
Centro Internazionale di Fisica Teorica

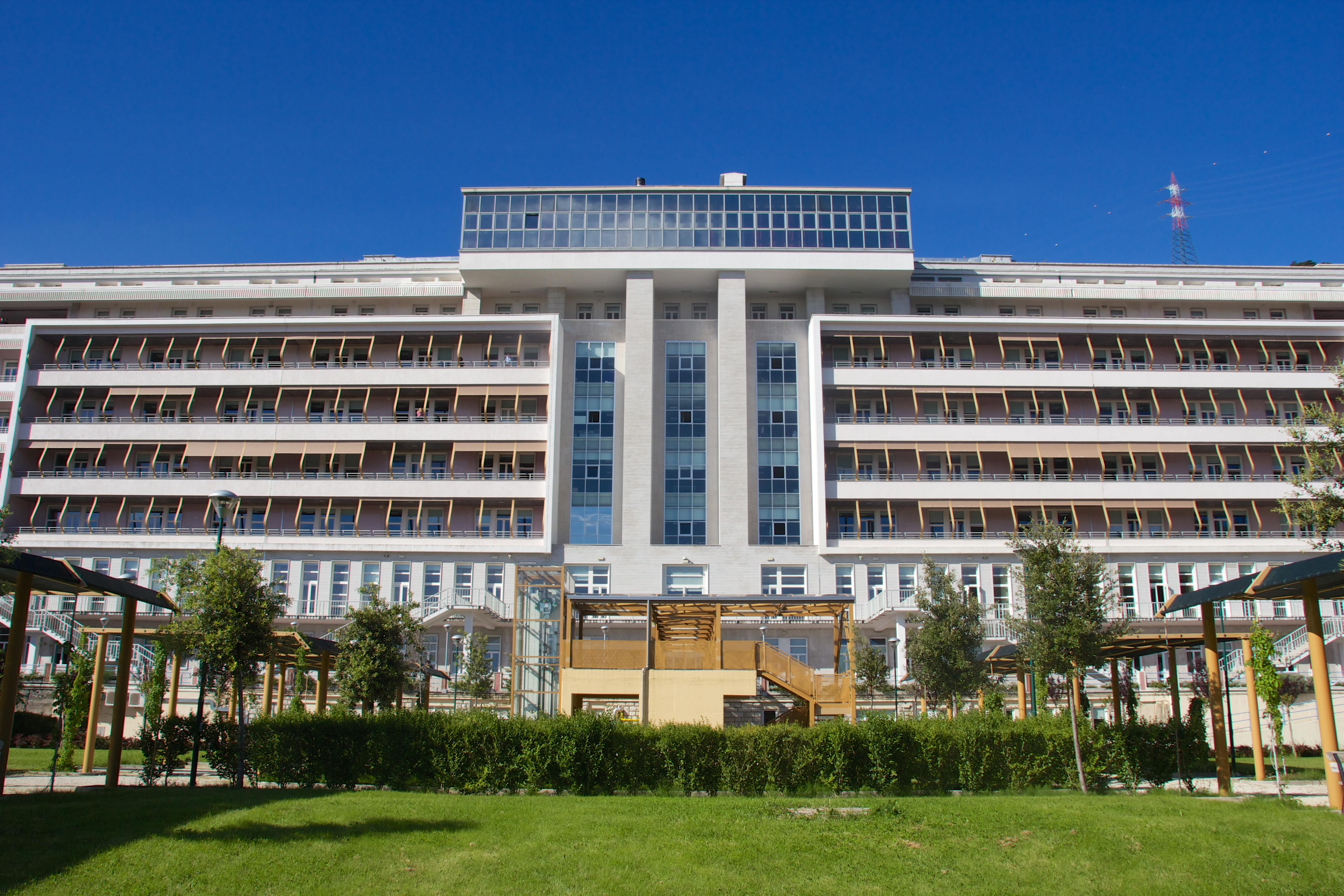
Scuola Internazionale Superiore di Studi Avanzati

La storia del Sistema Trieste inizia alla fine del XIX secolo quando sorsero a Trieste diversi istituti scientifici come l'Osservatorio astronomico (1898), e associazioni che iniziarono a occuparsi di carsismo, speleologia, geofisica e biologia marina. Nel 1924 Trieste divenne sede universitaria.
La vera svolta in campo scientifico avvenne nel 1961 con l'incontro tra il professore Paolo Budinich e il promettente fisico pakistano Abdus Salam, che propose alla IAEA-Agenzia Internazionale per l'Energia Atomica l'istituzione di un centro internazionale di fisica che permettesse la collaborazione degli scienziati di tutti i paesi del mondo con sede a Trieste. Nonostante le polemiche con diversi paesi contrari al progetto, nel 1964 venne aperto a Miramare l'ICTP (International Centre for Theoretical Physics - Centro Internazionale di Fisica Teorica).
Nel 1978, sempre a Miramare, grazie ai fondi destinati alla ricostruzione post-terremoto del Friuli (terremoto che, peraltro, non aveva toccato Trieste), veniva aperta la SISSA, la Scuola Internazionale Superiore di Studi Avanzati, primo istituto in Italia a rilasciare il titolo di Doctor Philosophiae (Ph.D.), equipollente al titolo di dottore di ricerca.
Lo sviluppo di queste istituzioni creò un ambiente favorevole all'insediamento di altri centri scientifici, come l'Area di ricerca, nel 1981, e l'Accademia delle Scienze del Terzo Mondo (TWAS - Third World Academy of Sciences), nel 1983. Nel 1986 veniva inaugurato l'Immaginario scientifico e, nel 1987, un'altra importante istituzione internazionale trovava sede a Trieste: il Centro di Ingegneria Genetica e di Biotecnologia (ICGEB - International Centre for Genetic Engineering and Biotechnology).
Nell'anno seguente in città si stabilì il Centro Internazionale per la Scienza e l'Alta Tecnologia (ICS - International Centre for Science and High Technology). Nel 1993, alla presenza delle massime cariche dello Stato, viene inaugurato il Sincrotrone ELETTRA a Basovizza. Il Sistema Trieste è ormai una realtà. Il 18 ottobre 2005 il Ministero dell'Ambiente ha stabilito che l'IPED, una nuova agenzia dell'ONU per la formazione in campo ecologico, avrà sede a Trieste.

## Istituzioni parte del Sistema Trieste
Elenco delle istituzioni che fanno ed hanno fatto parte del Sistema Trieste.

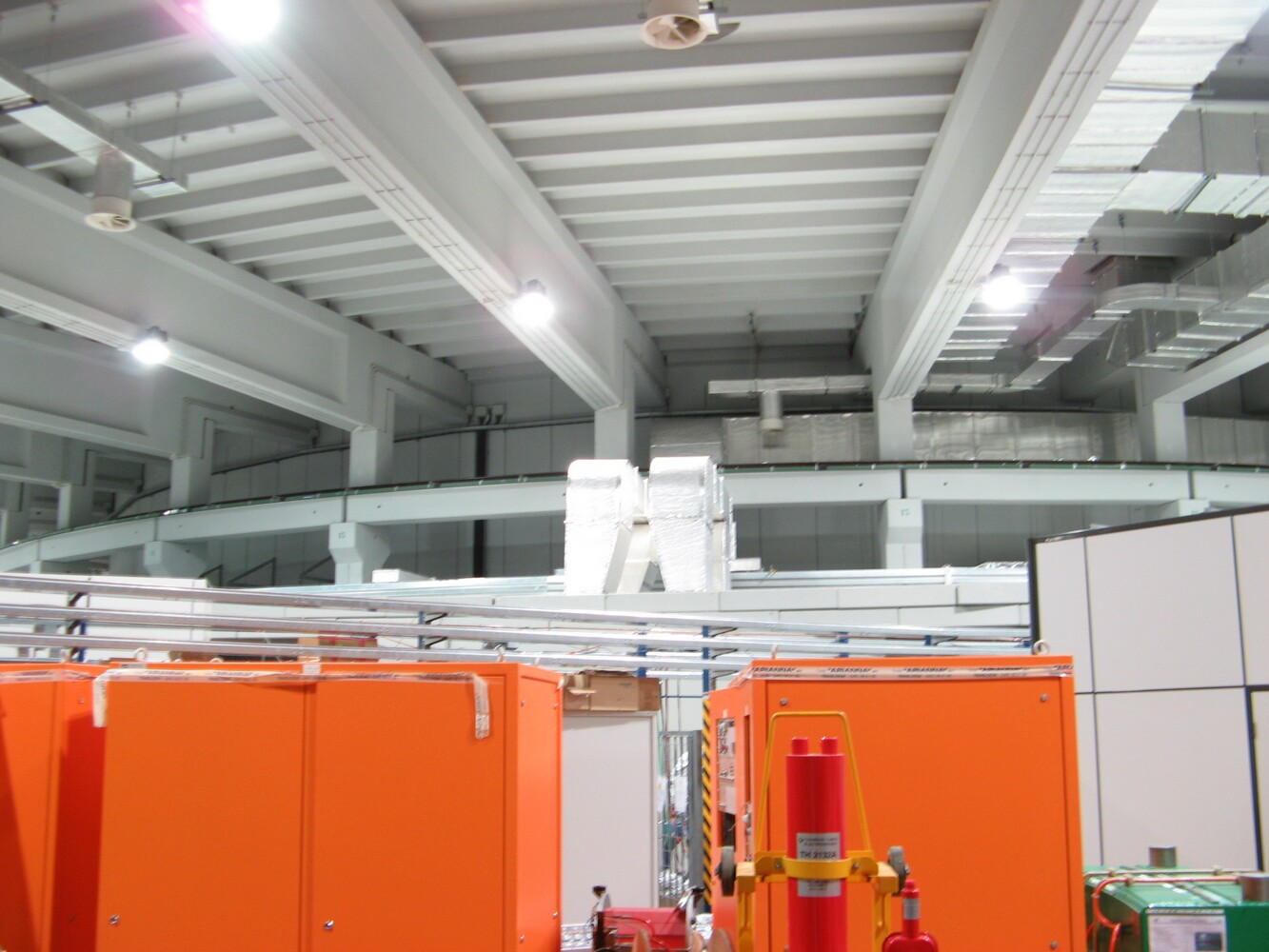
ELETTRA sincrotrone

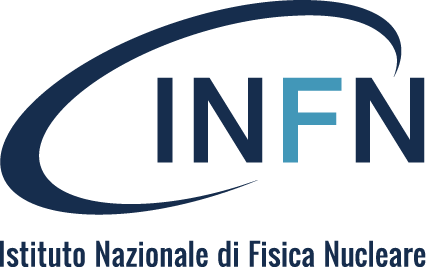
Logo INFN

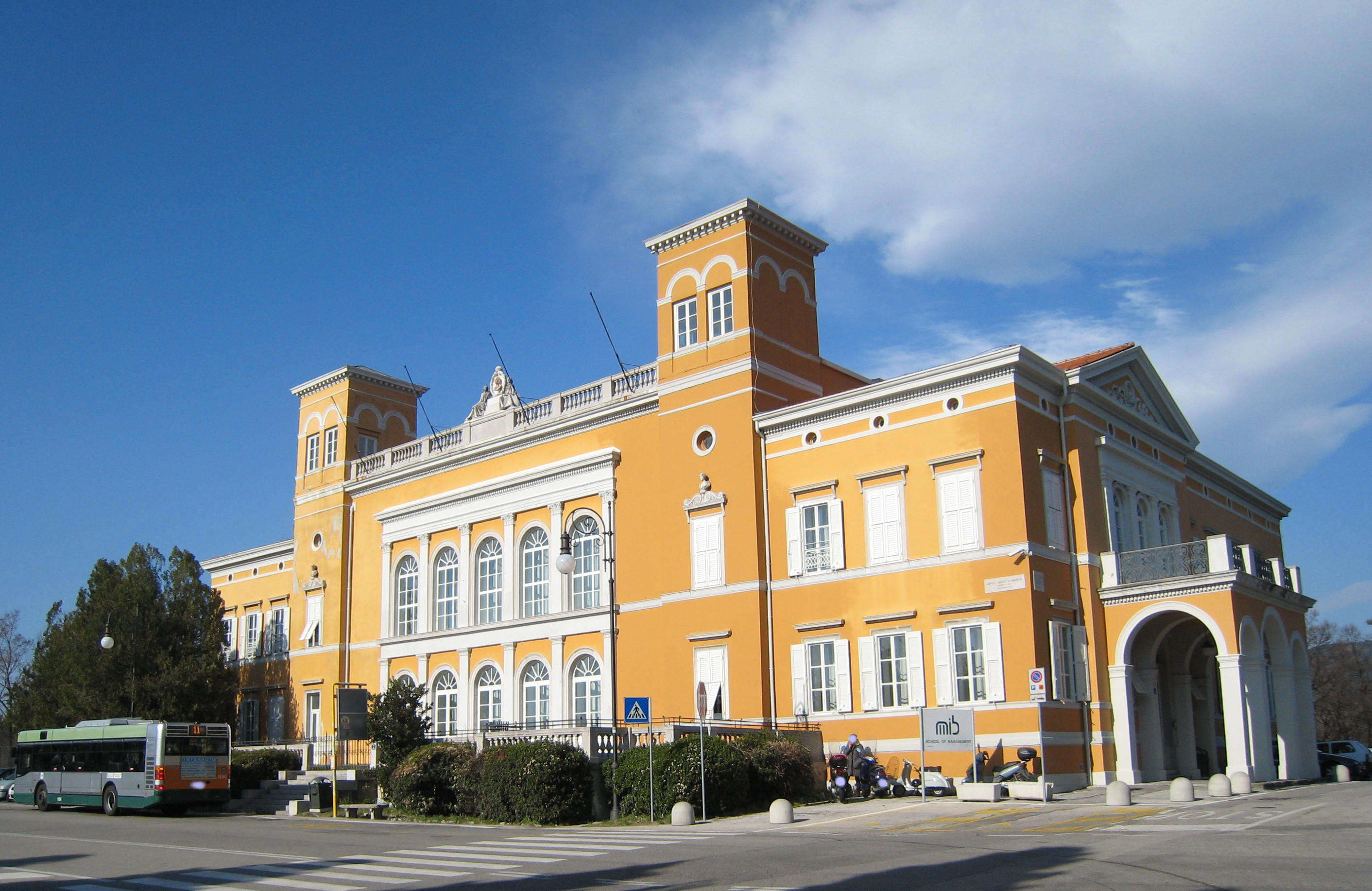
MIB School of Management

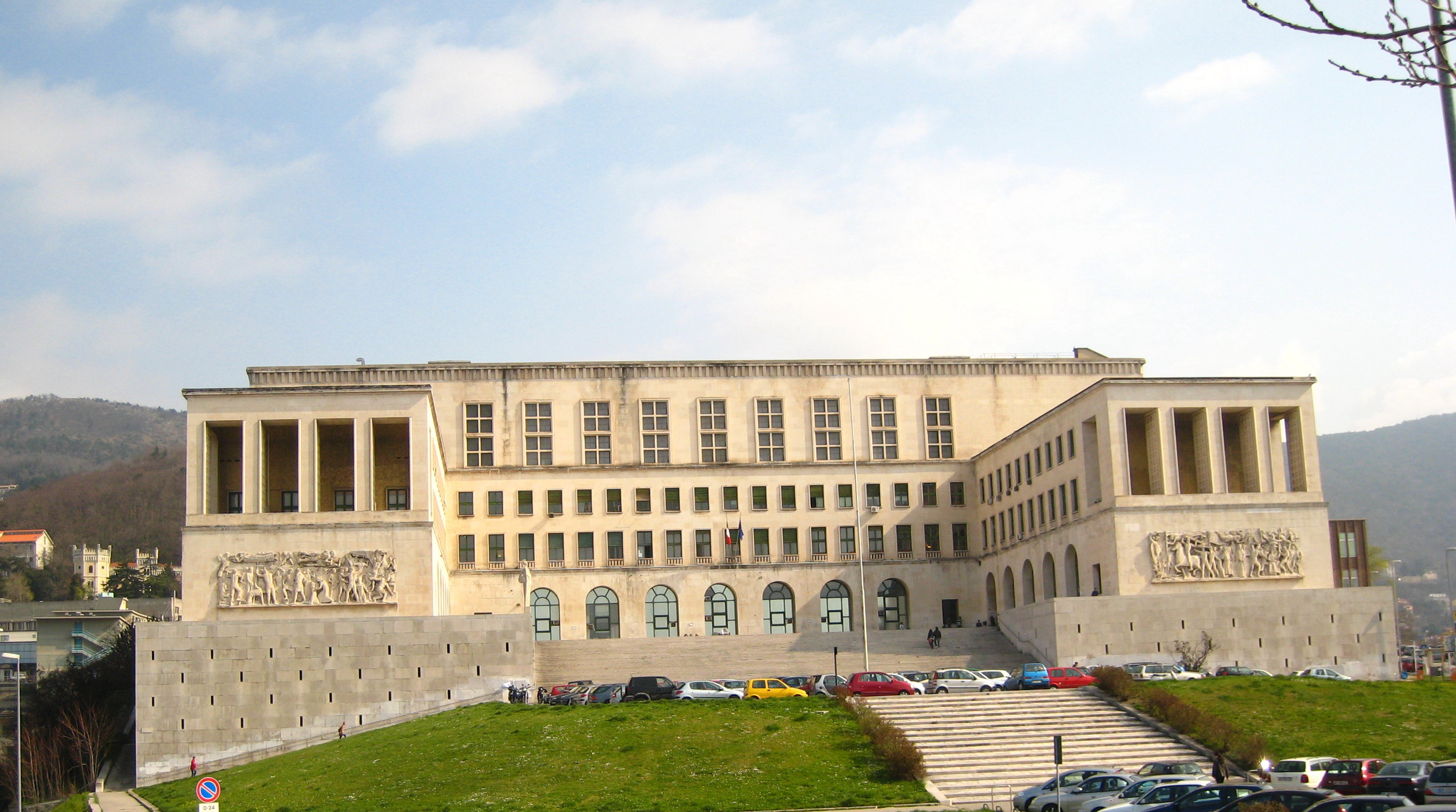
Università degli Studi di Trieste

Logo Istituto nazionale di alta matematica

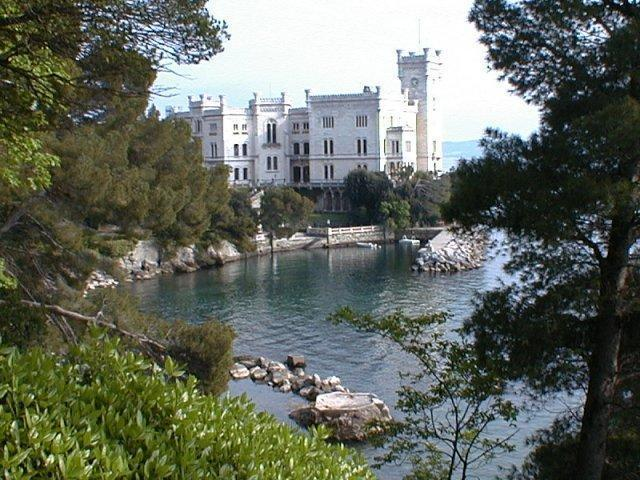
Riserva naturale marina di Miramare

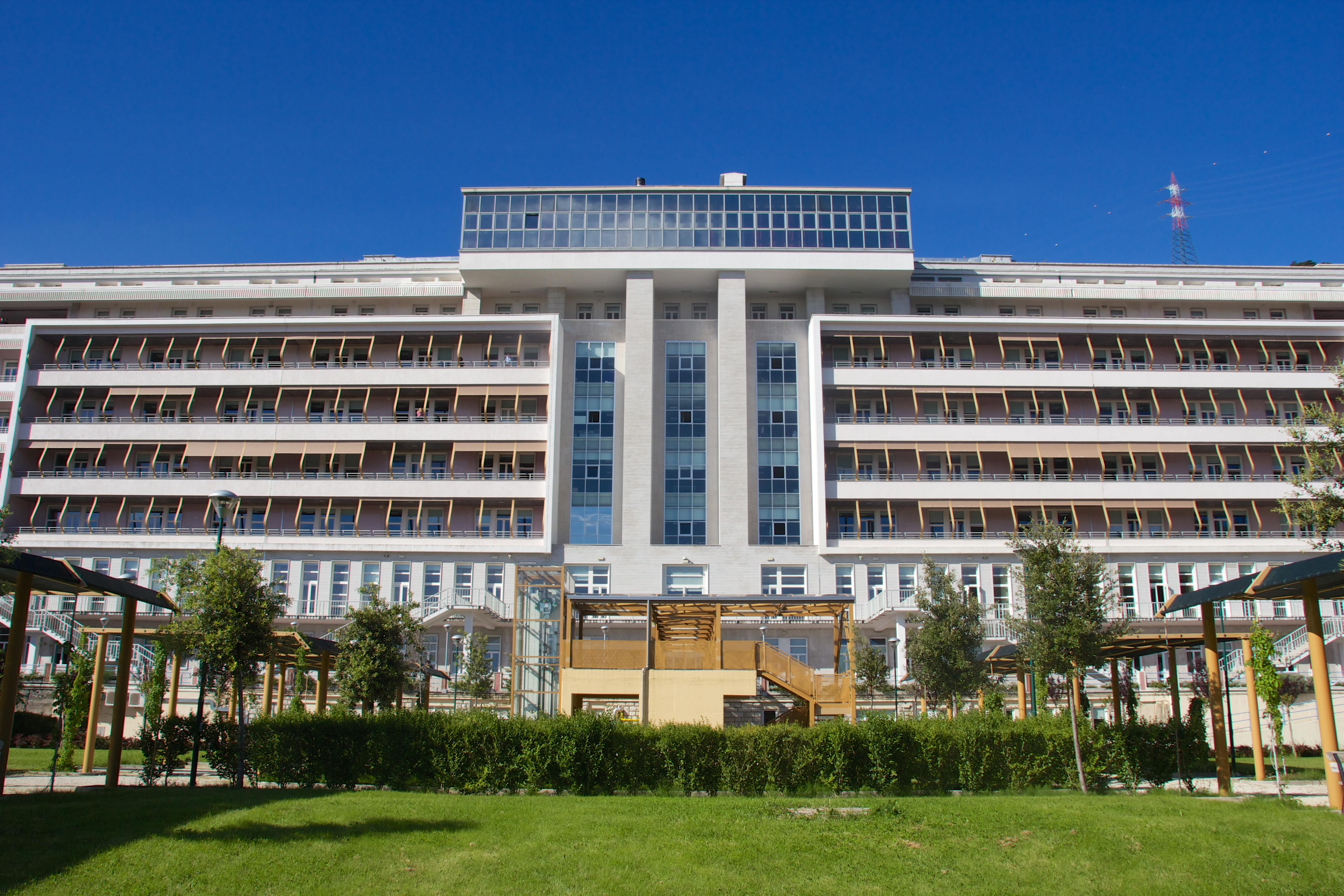
SISSA

 - Scuola Internazionale Superiore di Studi Avanzati

### Basovizza
- Area Science Park - Campus di Basovizza
  - CARSO - Center for Advanced Research in Space Optics
  - CBM - Centro di Biomedicina Molecolare
  - CNR-IC - Istituto di Cristallografia del Consiglio Nazionale delle Ricerche - Sezione distaccata di Trieste
  - CNR-IOM - Istituto Officina dei Materiali del Consiglio Nazionale delle Ricerche
  - CNR-INO - Istituto Nazionale di Ottica del Consiglio Nazionale delle Ricerche - Sede Secondaria di Basovizza (TS)
  - CNR-ISM - Istituto di Struttura della Materia del Consiglio Nazionale delle Ricerche - Sezione distaccata di Trieste
  - CNR-ISMAR - Istituto di Scienze Marine del Consiglio Nazionale delle Ricerche - Sezione di Trieste
  - ELETTRA - Sincrotrone
  - FIF - Fondazione Italiana Fegato ONLUS
- INAF-OATS Archiviato il 17 luglio 2009 in Internet Archive. - Osservatorio Astronomico di Trieste - Stazione osservativa di Basovizza

### Duino
- UWC Adriatic - Collegio del Mondo Unito dell’Adriatico ONLUS

### Padriciano
- Area Science Park - Campus di Padriciano
  - ICGEB - International Centre for Genetic Engineering and Biotechnology
  - ICS UNIDO Archiviato il 20 settembre 2016 in Internet Archive. - Centro Internazionale per la Scienza e l'Alta Tecnologia (dal 1996 al 2012)
  - INFN - Istituto Nazionale di Fisica Nucleare - Sezione di Trieste
  - LNCIB - Laboratorio nazionale del Consorzio Interuniversitario Biotecnologie
  - RINAVE - Consorzio per l’Alta Ricerca Navale

### Sgonico
- OGS - Istituto Nazionale di Oceanografia e di Geofisica Sperimentale

### Trieste

#### Città
- ASUITs - Azienda Sanitaria Universitaria Integrata di Trieste
- CReSM - Centro Radioelettrico Sperimentale "Guglielmo Marconi" (2001-2009)
- FIT - Fondazione Internazionale Trieste per il Progresso e la Libertà delle Scienze
- Fondazione Carlo e Dirce Callerio ONLUS - istituita da Carlo Callerio
- INAF-OATS Archiviato il 17 luglio 2009 in Internet Archive. - Osservatorio Astronomico di Trieste
- INFN - Istituto Nazionale di Fisica Nucleare - Sezione di Trieste
- IRCCS-BURLO - Istituto di Ricovero e Cura a carattere scientifico Burlo Garofolo
  - ESMNCAH - European School for Maternal Newborn Child and Adolescent Health
- MIB - MIB School of Management
- SC-IS - Scienze centre-immaginario scientifico
- SISSA - Scuola Internazionale Superiore di Studi Avanzati
- Conservatorio di musica Giuseppe Tartini - Istituto Superiore di Studi Musicali
- UNITS - Università degli Studi di Trieste
  - Collegio Universitario per le Scienze "Luciano Fonda" (ex Ospedale Militare di Trieste)
  - INdAM - Istituto Nazionale di Alta Matematica - Sezione di Trieste
- WWF Italia - Riserva Naturale Marina di Miramare

#### Campus di Miramare
- CF - Consorzio per l’Incremento degli studi e delle ricerche dei Dipartimenti di Fisica dell’Università di Trieste
- IAP - InterAcademy Partnership
  - IAMP - InterAcademy Medical Panel
- ICTP - International Centre for Theoretical Physics "Abdus Salam"
- IFPU - Institute for Fundamental Physics of the Universe
- IGAP - Institute for Geometry and Physics
- LBM - Laboratorio di Biologia Marina
- TWAS - TWAS e Academy of Sciences for the Developing World